# 5759 Zoshchenko
5759 Zoshchenko (1980 BJ4) là một tiểu hành tinh vành đai chính được phát hiện ngày 22 tháng 1 năm 1980 bởi L. G. Karachkina ở Nauchnyj.